# منتخب هونغ كونغ لكرة القاعدة
منتخب هونغ كونغ لكرة القاعدة هو ممثل هونغ كونغ الرسمي في المنافسات الدولية في كرة القاعدة .